# Лемельзен, Йоахим
Иоахим Лемельзен (нем. Joachim Lemelsen; 26 сентября 1888, Берлин — 30 марта 1954, Гёттинген) — немецкий военачальник вермахта, генерал артиллерии (1940 год) и генерал танковых войск (с 4 июня 1941 года), кавалер Рыцарского креста с Дубовыми листьями (1943). В годы Второй мировой войны командовал 47-м танковым корпусом, а также 1-й и 14-й армиями вермахта.

## Биография

### Первая мировая война
Уроженец Берлина. Поступил 1 июля 1907 года на военную службу фанен-юнкером артиллерии в 40-й Альтмаркский полк полевой артиллерии, с 19 ноября 1908 года — лейтенант, на штабных должностях. Участник Первой мировой войны, начал службу на Западном фронте адъютантом 2-го батальона своего полка, 24 декабря 1914 года произведён в оберлейтенанты, с августа 1916 года — капитан. За время войны награждён Железными крестами обеих степеней, Ганзейским орденом и Рыцарским крестом Дома Гогенцоллернов с мечами.

### Между войнами
В межвоенные годы Лемельзен продолжил службу в рейхсвере, а затем в вермахте. С апреля 1934 года — полковник полка лёгкой артиллерии, с 1935 года преподаватель пехотной артиллерии, с апреля 1937 года — генерал-майор. С марта 1938 года командовал 29-й пехотной дивизией в звании генерал-лейтенанта.

### Вторая мировая война
В сентябре—октябре 1939 года Лемельсен участвовал в Польской кампании и был награждён пряжками к Железным крестам обеих степеней. 8 сентября 1939 года его дивизия расстреляла около 300 польских военнопленных в Цепелуве. 28 мая 1940 года он возглавил 5-ю танковую дивизию, с которой участвовал во Французской кампании, в том числе и в боях за Дюнкерк. В августе 1940 года произведён в генералы артиллерии, с 25 ноября 1940 года — командир 47-го моторизованного корпуса (туда входили 17-я и 18-я танковые дивизии, а также 29-я пехотная дивизия), который был переброшен в мае—июне 1941 года к границе Германии с СССР, 4 июня 1941 года получил звание генерала танковых войск.
В войне против СССР возглавлял 47-й моторизованный корпус в Белостокско-Минском сражении, затем в боях за Смоленск и за Киев. 27 июля награждён Рыцарским крестом.
Стал свидетелем массовых расправ над советскими военнопленными, совершёнными якобы согласно приказу о комиссарах и о военном судопроизводстве, что вызывало у него отвращение. В отчёте для ОКХ он потребовал прекратить расправы над военнопленными, ссылаясь на то, что это озлобит советских солдат и гражданское население и приведёт к ещё большим потерям среди немецких солдат:

Вопреки моим приказам […] постоянно происходят неоднократные расстрелы военнопленных, перебежчиков и дезертиров, которые совершаются безответственным, бессмысленным и преступным образом. Это убийство! […] Приказ фюрера означает беспощадную борьбу против большевизма (политических комиссаров) и всех партизан! Безупречные и ведущие себя должным образом люди должны проводить расстрелы только согласно приказам офицера о расстреле. […] Однако русский солдат, который встречался на поле боя и хорошо сражался, не является партизаном, а тем, кто заслуживает право на честь, хорошее лечение и уход в случае ранения. […] Именно из-за лжи о расстреле военнопленных противник постоянно держит своих солдат рядом […] Обе строгие меры — борьба против партизан и вооружённых гражданских лиц, а также предписанное хорошее обращение с пленными и дезертирами спасут немецкую армию от кровопролития.
Оригинальный текст (нем.)Trotz meiner Verfügung [...] werden immer wieder Erschießungen von Gefangenen, Überläufern und Deserteuren festgestellt, die in unverantwortlicher, sinnloser und verbrecherischer Weise stattfinden. Das ist Mord! [...] Der Erlaß des Führers befiehlt ein rücksichtsloses Vorgehen gegen den Bolschewismus (politische Kommissare) und jedes Freischärlertum! Einwandfrei als hierzu gehörig festgestellte Leute sind abseits zu führen und ausschließlich auf Befehl eines Offiziers zu erschießen. [...] Der russische Soldat aber, der auf dem Schlachtfeld angetroffen wird und tapfer gekämpft hat, ist kein Freischärler, sondern hat Anspruch auf ehrenvolle, gute Behandlung und Versorgung als Verwundeter [...] Gerade mit der Lüge vom Erschießen der Gefangenen aber hält der Gegner seine Soldaten bei der Truppe [...] Sowohl die scharfen Maßnahmen gegen Freischärler und kämpfende Zivilisten wie die befohlene gute Behandlung von Gefangenen und Deserteuren würden dem deutschen Heere viel Blut sparen.

Лемельзен выделил чёткую линию между обращением с комиссарами и партизанами с одной стороны и с пленными красноармейцами с другой стороны, что историк Омер Бартов признал не только прагматичным взглядом, но и свидетельством того, что Лемельзен уже не приветствовал смесь идеологии и беспощадности, характерную для нацизма. Подчинённые ему командиры действовали по-разному: если генерал-лейтенант Ганс Юрген фон Арним из 17-й танковой дивизии не исполнял «приказ о комиссарах», то Вальтер Неринг из 18-й танковой дивизии, уже готовой к войне, расправлялся одинаково жестоко и с комиссарами, и с ранеными военнопленными.
21 июня 1942 года 47-й моторизованный корпус был преобразован в танковый. В июле 1942 года Лемельзен был награждён Немецким крестом в золоте. Пока моторизованные части сражались в составе группы армий «Юг», оставшаяся пехотная часть корпуса вела борьбу против партизан: так, летом была проведена карательная операция «Песнь птицы» против партизан в Брянской области. За 4 недели в боях против 47-го танкового корпуса были убиты 1582 партизана, 519 попали в плен; ещё 3249 человек были арестованы, а 12531 выгнаны из своих домов. Немцы потеряли 58 человек убитыми и 130 ранеными. Узнавший о результатах операции генерал-полковник Рудольф Шмидт, командовавший 2-й танковой армией, почувствовал необходимость предпринять меры по усилению контрпартизанской войны, но при этом стараясь следовать «указаниям» Лемельзена, данным годом ранее:

Война против партизан требует беспощадной твёрдости там, где она нужна. Однако я ожидаю, что войска понимают разницу между партизанами и проживающими в зоне деятельности партизан гражданами, которые могут подвергнуться террору. […] Даже в партизанской войне мы остаёмся солдатами и не ведём борьбу против женщин и детей.
Оригинальный текст (нем.)Der Kampf gegen die Partisanen erfordert schonungslose Härte da, wo sie am Platze ist. Ich erwarte aber, dass die Truppe es versteht, Unterschiede zwischen den Partisanen und der im Partisanengebiet teilweise unter starkem Terror lebenden Bevölkerung zu machen. […] Auch im Partisanenkrieg bleiben wir Soldaten und führen nicht den Kampf gegen Frauen und Kinder.

Однако в мае—июне 1943 года Лемельзен провёл ещё одну большую операцию под кодовым названием «Цыганский барон». Было убито 1584 партизана, 1568 человек попали в плен, 15812 мирных жителей были изгнаны из собственных домов. Летом он участвовал в боях на Курской дуге, в сентябре награждён Дубовыми листьями (№ 294) к Рыцарскому кресту. Некоторое время был исполняющим обязанности командующего 10-й армией в Италии (на протяжении 2 месяцев, до декабря 1943 года). В начале 1944 года направлен в резерв, в мае того же года возглавил 1-ю армию Германии во Франции на Атлантическом побережье. 7 июня 1944 года Лемельзена перебросили в Италию, чтобы тот принял командование 14-й армией вместо Эберхарда фон Макензена, которого сместил генерал-фельдмаршал Альберт Кессельринг. Лемельзен командовал 14-й армией до октября, пока не был назначен командиром 10-й армии. В феврале 1945 года он снова возглавил 14-ю армию, пока не попал в плен к британцам 6 мая.

### После войны
После войны Йоахим Лемельзен был свидетелем на судебном процессе над Альбертом Кессельрингом, который был организован британскими войсками в Венеции: Кессельринга обвиняли во множестве преступлений против гражданских лиц. 10 апреля 1948 года Лемельсен был освобождён.

## Награды
- Железный крест (1914) 2-го класса (21 сентября 1914)[11][12] (Королевство Пруссия)
- Железный крест (1914) 1-го класса (5 декабря 1916)[11][12]
- Ганзейский крест Гамбурга (14 апреля 1917)[12]
- Королевский орден Дома Гогенцоллернов рыцарский крест с мечами (30 октября 1918)[12] (Королевство Пруссия)
- Почётный крест Первой мировой войны 1914/1918 с мечами (1934)
- Медаль «В память 1 октября 1938 года» с пряжкой «Пражский замок»
- Пряжка к Железному кресту (1939) 2-го класса (21 сентября 1939)[11]
- Пряжка к Железному кресту (1939) 1-го класса (30 сентября 1939)[11]
- Нагрудный знак «За ранение» в чёрном (14 июня 1942)
- Немецкий крест в золоте (15 июля 1942 года, генералу танковых войск)[13]
- Медаль «За зимнюю кампанию на Востоке 1941/42»
- Рыцарский крест Железного креста с дубовыми листьями
  - рыцарский крест (27 июля 1941, генералу танковых войск)[14]
  - дубовые листья (№ 294, 7 сентября 1943, генералу танковых войск)[14]

### На английском
- Max Hastings. Inferno: The World at War, 1939-1945. — New York: Alfred A. Knopf, 2011. — ISBN 978-0-307-27359-8.
- Samuel W. Mitcham, Jr. Panzer Legions: A Guide to the German Army Tank Divisions of WWII and Their Commanders. — Mechanicsburg, PA: Stackpole Books, 2007. — ISBN 978-0-8117-3353-3.

### На немецком
- Der Prozeß gegen die Hauptkriegsverbrecher vor dem Internationalen Gerichtshof Nürnberg. — Nürnberg, 1947. — Т. Bd. 7.
- General Simon – Lebensgeschichte eines SS-Führers. — Augsburg: Wißner-Verlag, 2010. — ISBN 978-3-89639-743-0.
- Rangliste des Deutschen Reichsheeres. — Berlin: Reichswehrministerium, Mittler & Sohn Verlag, 1924.
- Bartov, O. Hitlers Wehrmacht – Soldaten, Fanatismus und die Brutalisierung des Krieges. — Reinbek bei Hamburg, 1995.
- Walther-Peer Fellgiebel. Die Träger des Ritterkreuzes des Eisernen Kreuzes 1939–1945 — Die Inhaber der höchsten Auszeichnung des Zweiten Weltkrieges aller Wehrmachtteile. — Friedberg: Podzun-Pallas, 2000. — ISBN 978-3-7909-0284-6.
- Юрген Фёрстер[англ.]. Bd. 4. Die Sicherung des „Lebensraumes“ // Das Deutsche Reich und der Zweite Weltkrieg. — Stuttgart, 1984.
- Hürter, J. Hitlers Heerführer – Die deutschen Oberbefehlshaber im Krieg gegen die Sowjetunion 1941/42. — München, 2007.
- Klaus D. Patzwall, Veit Scherzer. Das Deutsche Kreuz 1941 – 1945 Geschichte und Inhaber Band II. — Norderstedt: Verlag Klaus D. Patzwall, 2001. — ISBN 978-3-931533-45-8.
- Veit Scherzer. Die Ritterkreuzträger 1939–1945 Die Inhaber des Ritterkreuzes des Eisernen Kreuzes 1939 von Heer, Luftwaffe, Kriegsmarine, Waffen-SS, Volkssturm sowie mit Deutschland verbündeter Streitkräfte nach den Unterlagen des Bundesarchives. — Jena: Scherzers Militaer-Verlag, 2007. — ISBN 978-3-938845-17-2.
- Christian Streit. Keine Kameraden – Die Wehrmacht und die sowjetischen Kriegsgefangenen 1941–1945. — Stuttgart, 1978.
- Georg Tessin. Verbände und Truppen der deutschen Wehrmacht und Waffen-SS im Zweiten Weltkrieg 1939–1945. Bd. 5. — Bissendorf, 1977.
- Franz Thomas. Die Eichenlaubträger 1939–1945 Band 2: L–Z. — Osnabrück: Biblio-Verlag, 1998. — ISBN 978-3-7648-2300-9.